# Pont de Wagram

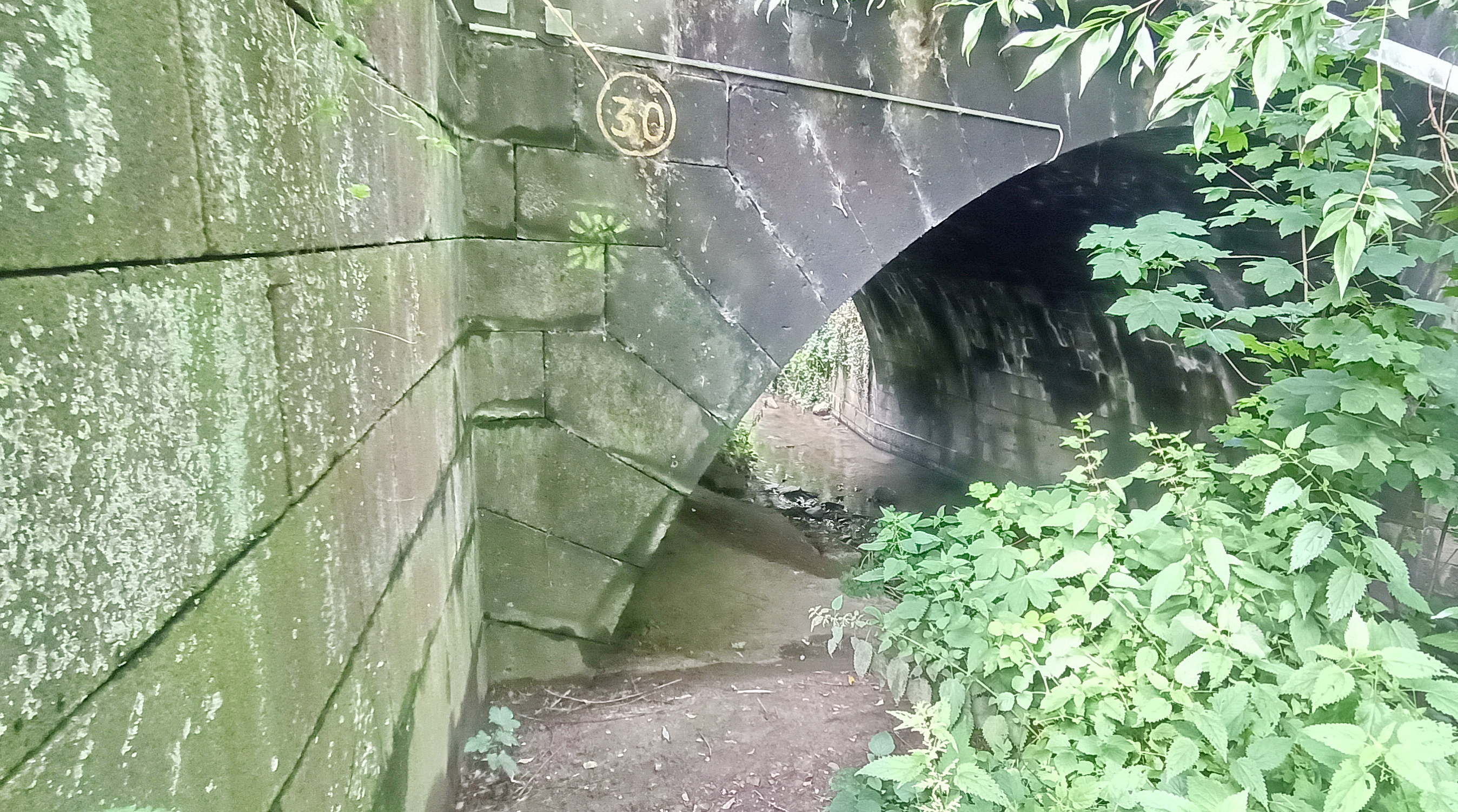
Pont de Wagram en juillet 2021

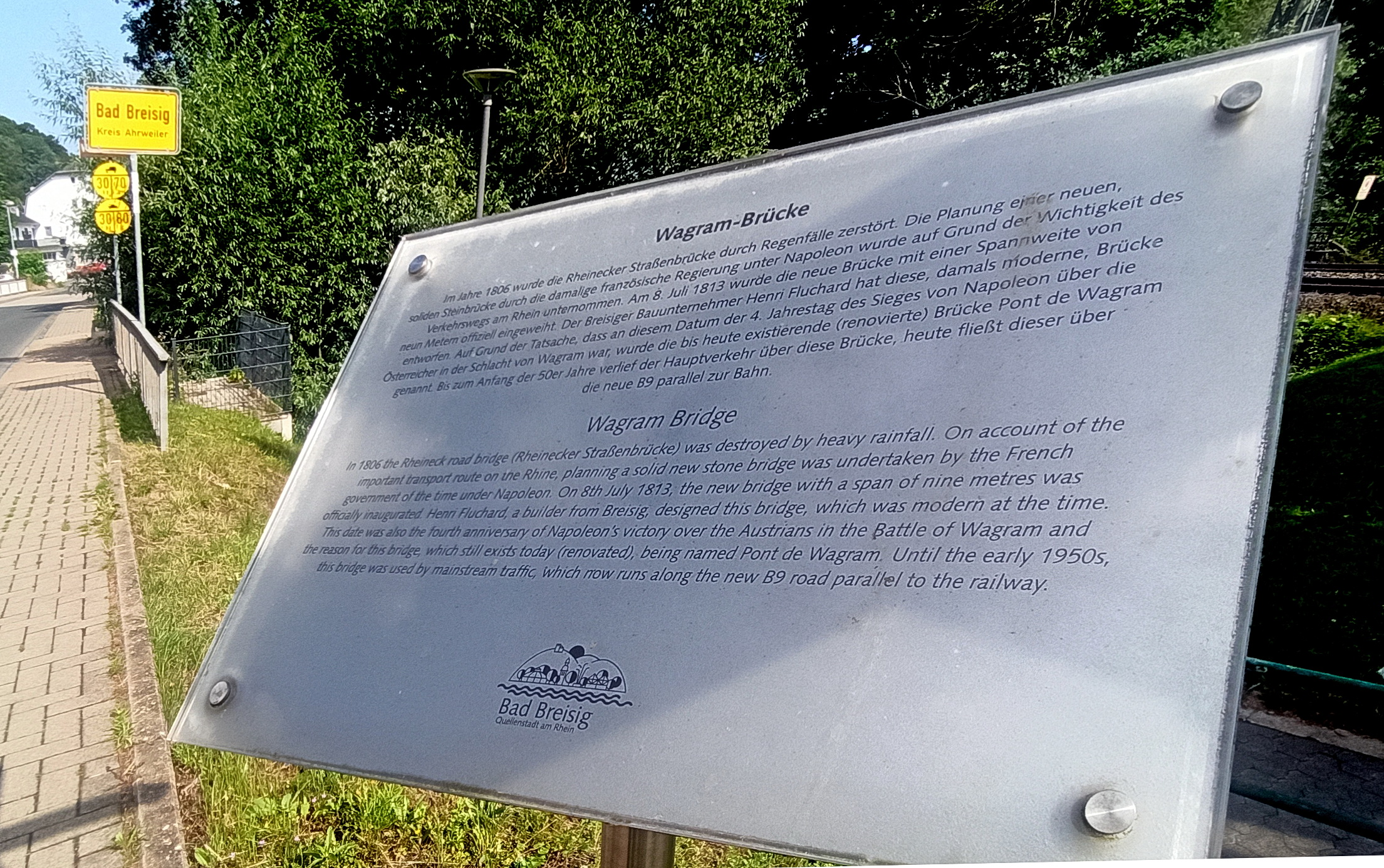
Plaque d'information "Pont de Wagram" à l'entrée sud de Bad Breisig

Le Pont de Wagram, de l'époque napoléonienne, est situé au-dessus de la petite rivière Vinxtbach avant son embouchure dans le Rhin à l’entrée sud de l’actuelle localité de Bad Breisig dans l'arrondissement d'Ahrweiler en Rhénanie-Palatinat à l’ouest de l'Allemagne,.

## Construction du pont[1]
Le 21 juillet 1806, l'est du massif de l'Eifel fut touché par de très fortes pluies, causant, entre-autres, une importante augmentation de niveau du Vinxtbach et une destruction totale du pont d’alors, interrompant la route qui longea le Rhin à cet endroit.
Un pont provisoire en bois fut alors construit à côté, mais ce dernier ne s’adapta guerre aux chariots, d’où une situation très dangereuse avec des accidents subis par des passants.
Le maire de la localité d’alors de Niederbreisig (aujourd’hui Bad Breisig), Mr. Kaifenheim, écrivit une demande par lettre, en date du 17 juillet 1808, au préfet du département de Rhin et Moselle à Coblence. A cette époque, l’endroit du pont se trouva dans ce département français qui fut créé sur les territoires à gauche du Rhin, à la suite des guerres de Révolution.  
La requête du maire fut suivie par des actes, et la construction d’un nouveau pont, documenté comme « pont en pierres taillées d’une envergure de 9 mètres entre les localités de Brohl et Breisig, sur la grande route 2, règlement no 51, reliant Nimègue avec Bâle ». Les travaux portèrent également sur l’élargissement de la route, le redressement de l’embouchure, ainsi qu’une déviation de 50 à 60 mètres du cours de la petite rivière vers le sud. La décision d’élargissement de la route et du transfert du cours d’eau, prise par des ingénieurs français, dut répondre à l’accroissement du trafic, mais eut sans doute aussi des raisons militaires. Le contrat de construction fut confié à l’entrepreneur Henri Fluchard, originaire de Herve en Wallonie/Belgique. 
Le cout total atteignit alors 38 797 Francs et 49 Centimes. Une liste détaillée se trouve encore aux archives régionales de Coblence.
Y sont mentionnés, entre-autres, les parcelles de terrain achetées aux propriétaires d’alors pour permettre le nouveau cours d’eau et l’élargissement de la route. On remarque la francisation à cette époque des prénoms des anciens propriétaires : Philippe Morchausen, Chretien Reifferscheid, Jean Heß, Antoine Adams, Mathieu Drümmer, André Ockenfels, Conrad Courp.

## Inauguration du pont[1]
L’inauguration officielle du nouveau pont eut lieu le 6 juillet 1813, à savoir 2 ans après l’achèvement des travaux. Ce fut devant les habitants des localités des environs que Mr. Le maire Kaifenheim, et Mr. le curé Peter Josef Thelen baptisèrent la nouvelle construction solennellement au nom de « Pont de Wagram » pour ainsi célébrer le 4ème anniversaire de la victoire de Napoléon à Wagram sur les autrichiens. Il est à noter que 2 citoyens de Niederbreisig participèrent à la bataille de Wagram dans l’armée française : Johannes Zander et Philipp Keiffenheim, ce dernier fut officier-cadet, mais tomba fin novembre 1812 lors du passage de la rivière Bérézina en Russie.

## Le pont aux XX et XXIe siècles[1]
Le Pont de Wagram supporta sans problème le trafic routier longeant la rive gauche du Rhin pendant plus de 140 ans. 
Ce n’est qu’au début des années 1950 que la nouvelle route fédérale B9 fut construite, avec un nouveau pont de l‘autre côté de la ligne de chemin de fer. L’historique pond de Wagram, quant à lui, fut restauré vers 1980. Il a aujourd’hui une fonction plutôt locale, faisant passer l’actuelle rue Brunnenstrasse toujours au-dessus de la petite rivière « Vinxtbach » pour accéder de Bad Breisig au quartier du Rheineck et à la localité de Brohl. 
Le pont se trouve également à proximité immédiate de la piste cyclable EuroVelo 15 (EV 15), aussi appelé la Véloroute Rhin, qui longe la quasi-totalité du fleuve.